# Timo Rautiainen & Trio Niskalaukaus
Timo Rautiainen & Trio Niskalaukaus é uma banda de heavy metal da Finlândia, criada em 1997. Liderada por Timo Rautiainen, a banda rapidamente ganhou espaço no seu país. A banda foi desfeita em 2006, tendo lançado sete álbuns. Em 2017 retornaram a ativa.

## Membros
- Timo Rautiainen - Vocalista, Guitar (1997-2006)
- Jarkko Petosalmi - Guitarra (1998-2006)
- Jari Huttunen - Guitarra (2002-2006)
- Nils Ursin - Baixo (1999-2006)
- Seppo Pohjolainen - Backing Vocal, bateria (1997-2006)
- Karri Rämö - Guitarra (1997-2001)
- Arto Alaluusua - Baixo (1997-1999)
- Teppo Haapasalo - Guitarra (1997-1998)
- Valtteri Revonkorpi - teclado (1997)

## Discografia

### Álbuns
- Lopunajan merkit - 1999
- Itku pitkästä ilosta - 2000
- In frostigen Tälern - 2001
- Rajaportti - 2002
- Rajaportti 2002
- Kylmä tila - 2004
- Hartes Land - 2004

### Singles
- Rajaton rakkaus - 2000
- Surupuku - 2002
- Elegia - 2002
- Lumessakahlaajat - 2002
- Hyvä ihminen - 2004
- Minun oikeus - 2004

### EP's
- Hävetkää! - 1997
- Kuilun partaalla - 2001
- Tiernapojat - 2002

### Vídeos
- "Hyvä päivä" - 2000
- "Rajaton rakkaus" - 2000
- "Nyt on mies!" - 2001
- "Lumessakahlaajat" - 2002
- "Kylmä tila" - 2004

### Compilações
- Hävetkää (Demo) - 1997
- DVD (DVD) - 2003
- Tilinteon Hetki - 2004